# Chipirones en su tinta

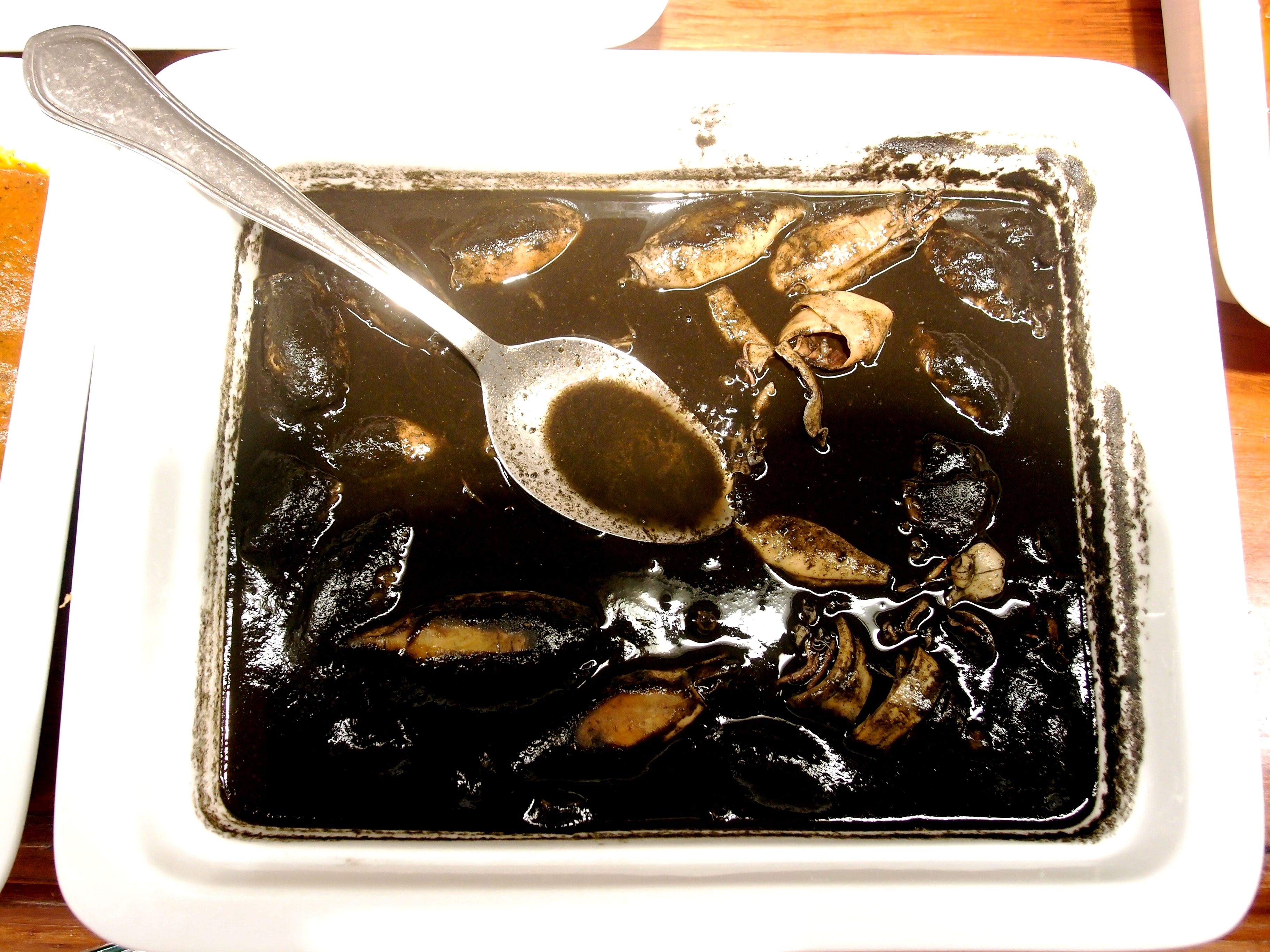
Chipirones en su tinta

Chipirones en su tinta (Kalmare in eigener Tinte) sind ein traditionelles baskisches Fischgericht, das in seiner Grundform aus Kalmaren mit eigener Tinte, Fischbrühe, Weißwein, Zwiebeln, Tomaten, Olivenöl, Knoblauch und Salz besteht. Die typische Schwarzfärbung erhält dieses Fischgericht durch die körpereigene Tinte der Kalamare oder separat zubereiteter Kalmartinte.